# Zarter
Zarter (em grego: Ζαρτηρ) foi um oficial bizantino de origem huna do século VI, ativo durante o reinado do imperador Justiniano (r. 527–565). Aparece pela primeira vez em 537, na Itália, quando foi doríforo da guarda de Belisário. No começo do ano, ele, Corsómano, Escmano e outros doríforos comandaram soldados da guarda na Etrúria com Constantino.